# Ariadne (Vorname)
Ariadne ist ein weiblicher Vorname.
Er stammt aus der griechischen Mythologie: Ariadne war die Tochter von König Minos und Göttin der Fruchtbarkeit. Zudem half sie Theseus, den Minotauros zu besiegen.
Der Name bedeutet (von altgriechisch ari-/ᾰ̓ρῐ- = Verstärkungspräfix + hagnós/ἁγνός = keusch/rein/unbefleckt/heilig) übersetzt so viel wie „die besonders Reine“, „die besonders Keusche“ oder „die Heiligste“.

## Namensträgerinnen
- Ariadne Daskalakis (* 1969), in Deutschland lebende Violinistin griechisch-amerikanischer Herkunft
- Ariadne Loinsworth Jenssen (* 1993), norwegische Sängerin, siehe Ary (Sängerin)
- Ariadne von Schirach (* 1978), deutsche Autorin und Philosophin
- Ariadne Nicoleta Tsapra (1945–2017), griechische Sängerin, Musikerin, Komponistin, Autorin und Illustratorin, siehe Arleta (Sängerin)
- Ariadne Vromen, australische Politikwissenschaftlerin